# Los flamencos
Los flamencos (en francés: Les Flamants) es un cuadro realizado por el pintor francés postimpresionista Henri Rousseau en 1907. La obra, pintada al óleo sobre lienzo, tiene una altura de 114 cm y una anchura de 163,3 cm y, ejecutada en el típico estilo naíf del artista, pertenece a la serie de las Selvas de Rousseau, en la que retrató su fantasía de un mundo exótico.
Representa una escena de la selva tropical, con un curso de agua en cuya orilla aparecen cuatro flamencos rosados, grandes plantas acuáticas con flores multicolores, tres personajes negros que parecen diminutos, y finalmente, en la parte inferior de la imagen, un cocotal. Conservada en una colección privada, la obra fue vendida por USD 43,5 millones en una subasta en Christie's, en Nueva York, el 11 de mayo de 2023.